# Regional Preferente de La Rioja 2011-12
La temporada 2011-12 de Regional Preferente de La Rioja de fútbol comenzó el 9 de septiembre de 2011 y acabó el 20 de mayo de 2012. Durante esta campaña era el quinto y último nivel de las Ligas de fútbol de España para los clubes de La Rioja, por debajo de la Tercera División de España.

## Sistema de competición
Un único grupo con los 18 equipos se enfrentarían a doble vuelta, una vez en casa y otra en el campo del equipo rival, todos contra todos.
Los equipos que se clasificaran en los tres primeros puestos ascenderían directamente a Tercera División, exceptuando filiales que ya dispongan de un equipo en la categoría inmediatamente superior. Si hubiera alguna vacante más en el grupo XVI de Tercera División ascenderían los siguientes clasificados.

## Clasificación[1]
| Pos. | Equipo                     | Pts. | PJ | G  | E  | P  | GF | GC  | Dif. |                                              |
| ---- | -------------------------- | ---- | -- | -- | -- | -- | -- | --- | ---- | -------------------------------------------- |
| 1    | C. D. Villegas (A, C)      | 77   | 34 | 23 | 8  | 3  | 92 | 37  | +55  | Ascenso directo a Tercera                    |
| 2    | Yagüe C. F. (A)            | 74   | 34 | 22 | 8  | 4  | 88 | 32  | +56  | Ascenso directo a Tercera                    |
| 3    | C. D. Anguiano "B"         | 65   | 34 | 20 | 5  | 9  | 86 | 48  | +38  | El club no compite en la siguiente temporada |
| 4    | C. D. F. C. La Calzada (A) | 63   | 34 | 18 | 9  | 7  | 71 | 41  | +30  | Ascenso directo a Tercera                    |
| 5    | C. F. Rápid (A)            | 57   | 34 | 15 | 12 | 7  | 58 | 39  | +19  | Ascenso directo a Tercera                    |
| 6    | C. D. Aldeano (A)          | 56   | 34 | 16 | 8  | 10 | 57 | 46  | +11  | Ascenso directo a Tercera                    |
| 7    | E. D. F. Logroño           | 50   | 34 | 15 | 5  | 14 | 64 | 57  | +7   |                                              |
| 8    | C. Haro Deportivo Promesas | 49   | 34 | 13 | 10 | 11 | 56 | 50  | +6   | El club no compite en la siguiente temporada |
| 9    | Casalarreina C. F.         | 49   | 34 | 16 | 1  | 17 | 62 | 70  | −8   |                                              |
| 10   | C. D. Autol                | 49   | 34 | 12 | 13 | 9  | 45 | 43  | +2   |                                              |
| 11   | C. C. D. Alberite          | 46   | 34 | 13 | 7  | 14 | 64 | 67  | −3   |                                              |
| 12   | S. D. Oyonesa "B"          | 44   | 34 | 12 | 8  | 14 | 43 | 41  | +2   |                                              |
| 13   | Náxara C. D. "B"           | 44   | 34 | 12 | 8  | 14 | 48 | 54  | −6   |                                              |
| 14   | C. D. Cenicero             | 39   | 34 | 11 | 6  | 17 | 47 | 51  | −4   |                                              |
| 15   | C. D. Titanes de la Rioja  | 30   | 34 | 8  | 6  | 20 | 58 | 96  | −38  | El club no compite en la siguiente temporada |
| 16   | C. D. San Lorenzo          | 23   | 34 | 6  | 5  | 23 | 41 | 88  | −47  |                                              |
| 17   | C. D. Calahorra "B"        | 20   | 34 | 6  | 2  | 26 | 45 | 106 | −61  | El club no compite en la siguiente temporada |
| 18   | C. At. Vianés "B"          | 20   | 34 | 5  | 5  | 24 | 33 | 92  | −59  |                                              |

 Fuente: Federación Riojana de Fútbol

### Tabla de resultados cruzados
| Local \ Visitante          | VIL | YAG | ANG | CAL | RAP | ALD | LOG | HAR | CAS | AUT | ALB | OYO | NAX | CEN | LOS  | SAN | CAL | AVI  |
| -------------------------- | --- | --- | --- | --- | --- | --- | --- | --- | --- | --- | --- | --- | --- | --- | ---- | --- | --- | ---- |
| C. D. Villegas             | —   | 1–1 | 3–0 | 5–0 | 3–1 | 2–1 | 4–2 | 4–2 | 5–0 | 1–1 | 3–2 | 4–1 | 1–1 | 4–2 | 3–2  | 5–0 | 5–0 | 4–0  |
| Yagüe C. F.                | 1–1 | —   | 1–2 | 5–0 | 0–1 | 3–1 | 3–1 | 2–1 | 7–2 | 1–1 | 4–1 | 0–0 | 2–1 | 5–0 | 12–1 | 4–1 | 5–0 | 4–1  |
| C. D. Anguiano "B"         | 2–2 | 3–4 | —   | 3–1 | 0–3 | 2–2 | 2–0 | 2–1 | 5–1 | 1–2 | 5–0 | 2–2 | 2–1 | 2–0 | 4–0  | 8–1 | 3–1 | 10–0 |
| C. D. Calahorra "B"        | 1–3 | 0–4 | 1–2 | —   | 1–2 | 2–7 | 2–1 | 1–2 | 2–6 | 2–6 | 1–3 | 2–0 | 0–1 | 1–5 | 3–2  | 1–1 | 1–6 | 6–0  |
| C. F. Rápid                | 0–3 | 0–1 | 1–0 | 6–1 | —   | 1–1 | 2–5 | 2–0 | 1–1 | 2–2 | 1–0 | 0–1 | 0–1 | 3–1 | 1–1  | 8–1 | 6–1 | 2–0  |
| C. D. Aldeano              | 1–1 | 2–0 | 2–1 | 1–1 | 1–2 | —   | 1–2 | 3–0 | 2–0 | 3–0 | 4–4 | 1–1 | 0–1 | 1–0 | 3–2  | 1–0 | 1–1 | 2–1  |
| C. D. E. F. Logroño        | 1–2 | 1–4 | 3–1 | 4–2 | 0–0 | 2–0 | —   | 2–2 | 3–1 | 2–1 | 1–4 | 3–0 | 2–4 | 3–2 | 2–1  | 3–2 | 4–2 | 6–0  |
| C. Haro Deportivo Promesas | 2–2 | 1–1 | 1–2 | 2–1 | 4–2 | 1–1 | 1–0 | —   | 4–1 | 1–1 | 3–1 | 0–2 | 2–1 | 2–0 | 5–1  | 1–0 | 2–1 | 3–0  |
| Casalarreina C. F.         | 4–2 | 2–0 | 2–3 | 1–0 | 1–2 | 3–1 | 2–1 | 1–0 | —   | 1–0 | 4–0 | 2–1 | 2–4 | 1–0 | 7–3  | 5–0 | 1–0 | 2–0  |
| C. D. Autol                | 0–0 | 0–1 | 2–0 | 2–1 | 1–1 | 0–4 | 1–0 | 0–1 | 2–0 | —   | 3–2 | 1–1 | 3–3 | 0–0 | 3–2  | 3–2 | 2–1 | 1–1  |
| C. D. Alberite             | 2–4 | 1–2 | 2–4 | 3–1 | 1–1 | 1–1 | 0–0 | 0–0 | 1–3 | 0–2 | —   | 1–0 | 5–1 | 2–0 | 3–3  | 4–1 | 3–1 | 2–1  |
| S. D. Oyonesa "B"          | 1–0 | 2–2 | 1–2 | 1–3 | 1–2 | 2–1 | 3–2 | 0–0 | 2–1 | 3–1 | 1–2 | —   | 3–0 | 0–1 | 0–0  | 5–1 | 1–3 | 0–1  |
| Náxara C. D. "B"           | 1–3 | 1–3 | 0–0 | 3–1 | 1–1 | 0–2 | 1–1 | 1–1 | 1–2 | 0–2 | 3–3 | 3–0 | —   | 2–0 | 5–3  | 1–0 | 3–1 | 2–1  |
| C. D. Cenicero             | 2–1 | 0–1 | 1–2 | 6–1 | 2–2 | 1–2 | 1–2 | 2–1 | 1–0 | 1–1 | 3–1 | 0–0 | 2–0 | —   | 1–1  | 2–1 | 6–1 | 5–0  |
| C. D. Los Titanes          | 0–4 | 0–0 | 2–4 | 2–1 | 0–3 | 3–1 | 3–2 | 7–4 | 4–1 | 1–0 | 0–4 | 0–2 | 0–3 | 2–3 | —    | 4–2 | 2–1 | 5–1  |
| C. D. San Lorenzo          | 1–3 | 1–3 | 0–4 | 6–1 | 0–0 | 1–2 | 0–2 | 2–2 | 2–1 | 5–0 | 0–2 | 0–2 | 2–0 | 1–1 | 1–0  | —   | 6–1 | 2–0  |
| C. D. Calahorra "B"        | 1–3 | 0–4 | 1–2 | 1–6 | 1–2 | 2–7 | 2–1 | 1–2 | 2–6 | 2–6 | 1–3 | 2–0 | 0–1 | 1–5 | 3–2  | 1–1 | —   | 6–0  |
| C. Atlético Vianés "B"     | 0–2 | 1–3 | 2–2 | 1–2 | 1–2 | 0–1 | 1–2 | 2–2 | 3–1 | 0–3 | 2–3 | 0–4 | 1–1 | 4–2 | 3–0  | 3–2 | 1–2 | —    |

## Datos y estadísticas

### Récords
| Récords de equipos       | Récords de equipos | Récords de equipos                   | Récords de equipos  | Récords de equipos           | Récords de equipos | Récords de equipos           | Récords de equipos     | Récords de equipos |
| Grupo                    | Fecha              | Equipo/s                             | Local               |                              | Resultado          |                              | Visitante              | Rep.               |
| ------------------------ | ------------------ | ------------------------------------ | ------------------- | ---------------------------- | ------------------ | ---------------------------- | ---------------------- | ------------------ |
| Más goles en un partido  | 12-05-2012         | Yagüe C. F. y C. D. Los Titanes (13) | Yagüe C. F.         | Bandera de La Rioja (España) | 12 – 1             | Bandera de La Rioja (España) | C. D. Los Titanes      | Jornada 33         |
| Mayor victoria local     | 12-05-2012         | Yagüe C. F. (+11)                    | Yagüe C. F.         | Bandera de La Rioja (España) | 12 – 1             | Bandera de La Rioja (España) | C. D. Los Titanes      | Jornada 33         |
| Mayor victoria visitante | 20-11-2011         | C. D. F. C. La Calzada (+5)          | C. D. Calahorra "B" | Bandera de La Rioja (España) | 1 – 6              | Bandera de La Rioja (España) | C. D. F. C. La Calzada | Jornada 11         |
| Mayor victoria visitante | 25-09-2011         | C. D. Aldeano (+5)                   | C. D. Calahorra "B" | Bandera de La Rioja (España) | 2 – 7              | Bandera de La Rioja (España) | C. D. Aldeano          | Jornada 3          |

Fuente: Fútbol Regional.